# Olesa de Bonesvalls
Olesa de Bonesvalls és un poble i municipi de la comarca de l'Alt Penedès. Limita amb les comarques del Garraf i amb el Baix Llobregat. Està situat en ple massís del Garraf, entre el puig Bernat (606 m) i el Montau (653 m), a l'est, i el coll d'Esteles i la serra de Riés i l'inici de la depressió del Penedès, a l'oest. El terreny és molt accidentat.
El terme de 30,8 km quadrats és drenat per la riera d'Oleseta (que es forma a la creu d'Ordal dins el terme de Vallirana) i per la de Begues, que s'uneixen a l'Hospital i aflueixen, a través de la riera de Ribes, a la Mediterrània.

## Demografia
Població (any 2012) = 1.755 habitants
Densitat de població = 57 hab/km quadrat
| Entitat de població | Habitants (2023) |
| Ca n'Olivella       | 695              |
| Pla del Pèlec       | 490              |
| Olesa de Bonesvalls | 458              |
| Can Morgades        | 183              |
| Can Xacó            | 148              |
| Can Costa           | 106              |
| Puig de Vidró       | 30               |
| Font: Idescat       |                  |

| 1497 f | 1515 f | 1553 f | 1717 | 1787 | 1857 | 1877 | 1887 | 1900 | 1910 |
| ------ | ------ | ------ | ---- | ---- | ---- | ---- | ---- | ---- | ---- |
| 12     | -      | -      | 122  | 234  | 731  | 684  | 713  | 643  | 609  |

| 1920 | 1930 | 1940 | 1950 | 1960 | 1970 | 1981 | 1990 | 1992 | 1994 |
| ---- | ---- | ---- | ---- | ---- | ---- | ---- | ---- | ---- | ---- |
| 638  | 513  | 414  | 389  | 410  | 372  | 304  | 406  | 469  | 469  |

| 1996 | 1998 | 2000 | 2002  | 2004  | 2006  | 2008  | 2010  | 2012  | 2014  |
| ---- | ---- | ---- | ----- | ----- | ----- | ----- | ----- | ----- | ----- |
| 719  | 785  | 942  | 1.085 | 1.287 | 1.506 | 1.662 | 1.702 | 1.755 | 1.735 |

| 2016  | 2018  | 2020  | 2022  | 2024  | 2026 | 2028 | 2030 | 2032 | 2034 |
| ----- | ----- | ----- | ----- | ----- | ---- | ---- | ---- | ---- | ---- |
| 1.723 | 1.787 | 1.840 | 2.016 | 2.093 | -    | -    | -    | -    | -    |

## Geografia
- Llista de topònims d'Olesa de Bonesvalls (Orografia: muntanyes, serres, collades, indrets..; hidrografia: rius, fonts...; edificis: cases, masies, esglésies, etc).

## Administració
| Període     | Alcalde o alcaldessa                                        | Partit polític   | Data de possessió                | Observacions |
| ----------- | ----------------------------------------------------------- | ---------------- | -------------------------------- | ------------ |
| 1979–1983   | Marià Tutusaus i Augé                                       | Independent      | 19/04/1979                       | --           |
| 1983–1987   | Marià Tutusaus i Augé                                       | CiU              | 28/05/1983                       | --           |
| 1987–1991   | Marià Tutusaus i Augé                                       | CiU              | 30/06/1987                       | --           |
| 1991–1995   | Marià Tutusaus i Augé                                       | CiU              | 15/06/1991                       | --           |
| 1995–1999   | Marià Tutusaus i Augé                                       | CiU              | 17/06/1995                       | --           |
| 1999–2003   | Marià Tutusaus i Augé                                       | CiU              | 03/07/1999                       | --           |
| 2003–2007   | Pere Pi i Cardús                                            | CiU              | 14/06/2003                       | --           |
| 2007–2011   | Joan Parera i Serramià Pere Pi i Cardús Enric Ases i Amorós | PSC CiU GOOB-FIC | 16/06/2007 20/06/2008 01/08/2009 | --           |
| 2011–2015   | Enric Ases i Amorós                                         | GOOB-FIC         | 11/06/2011                       | --           |
| 2015–2019   | Josep Maria Tillo i Bagès                                   | PSC              | 13/06/2015                       | --           |
| 2019-2023   | Pedro Juan Juan                                             | PSC              | 15/06/2019                       | --           |
| Des de 2023 | Jordi Ramos Tardà                                           | ERC              | 17/06/2023                       | --           |

## Història
El poble es va començar a formar al segle X a ponent del castell de termenat de Cervelló, una fortalesa encarregada de defensar el camí de l'Ordal. Una d'aquestes cases rebia el nom d'Osevesa, que, podria ser l'origen del topònim d'Olesa.
Arran de la consagració de l'església de Sant Esteve de Cervelló, Olesa apareix citada amb freqüència durant el segle xiii. En aquestes citacions s'esmenta l'església de Sant Joan d'Olesa envoltada d'un petit nucli de cases.
L'any 1262, Guillem de Cervelló cita en el seu testament la voluntat de construir un hospital al terme d'Olesa de Begues, al costat del camí ral. Va escollir Olesa per les condicions ideals i saludables del lloc. Envoltat de muntanyes, poca humitat.... Per aquesta raó se li donà el nom de Hospitalis de Bonis Valius (de les bones valls)
A mitjans del segle xiv es va enllestir la nau de l'hospital, la torre i la muralla. L'Hospital encara es conserva avui dia. Aquest hospital atenia i curava els pobres, els pelegrins i viatgers.
La situació estratègica d'Olesa com a lloc de pas també tingué la seva importància en èpoques de conflictes. Així l'Hospital va servir d'emplaçament clau per les forces de la Generalitat per assetjar el castell d'Eramprunyà, durant la guerra contra Joan II, entre 1462 i 1472.
La immigració occitana del segle xvi i XVII va fer créixer el nombre d'habitants d'Olesa, com a molts altres indrets de Catalunya. Els cognoms occitans que apareixen en els documents sacramentals així ho demostren.
En els segles posteriors el poble es veu afectat per diverses epidèmies, guerres i plagues. No obstant això la població es manté.
Quan, al segle xix, es va construir la carretera del Port de l'Ordal que uneix Vilafranca amb Barcelona, Olesa deixà de ser lloc de pas obligat. El camí ral quedà obsolet i l'hospital va perdre interès.
Olesa seguia sent un petit emplaçament rural i, al segle xix, Madoz la descriu en el seu Diccionari com a productora de blat, vi, llegums i fruiters. L'extensió de vinyes ocupà durant aquesta època gran quantitat d'hectàrees ocupades per antics alzinars i garrigues fins a l'aparició de la fil·loxera.
Als anys 60 es van començar a construir les actuals urbanitzacions que no han parat de créixer.

### Hospital de Cervelló
Antic hospital per a l'acolliment de vianants i pelegrins, del municipi d'Olesa de Bonesvalls (Alt Penedès), està situat en una intersecció de l'antic camí de Barcelona a Vilafranca del Penedès per Sant Boi així com per Gavà i Begues.
Fou fundat el 1262 per Guilem (II) de Cervelló, que li cedí el lloc d'Olesa i altres dotacions (en depengueren les quadres d'Ordal i de Vallirana). Fou administrat pel prior de Sant Pau del Camp de Barcelona; el 1328, però, ja ho era pel Bisbat de Barcelona. El 1381 l'hospital adquirí la plena jurisdicció del terme.
Al segle xviii, arran de la construcció del nou camí real y futura carretera N-340 pel coll d'Ordal motivaren la fi de la seva funció a mitjan s. XIX.
L'edifici, al fons d'una vall, dins un recinte fortificat amb torre de l'homenatge, és una obra de transició del romànic al gòtic, molt reformada als s. XVI i XVII. Un dels elements de l'hospital més interessants és la gran carassa de pedra que hi ha sobre el portal d'entrada de l'exterior. La forma dels ulls i el pèl fan pensar que es tracta de la imatge d'una Medusa.
Durant els s. XVI i XVII, l'Hospital va ser reformat. En l'interior hi ha la capella de Santa Maria de l'Anunciació, obra del segle xiv amb notables pintures murals, que fou destruïda el 1936; actualment ha estat restaurada.
Als voltants es va crear el nucli de població de l'Hospital de Cervelló.

## Monuments i Punts d'interès turístic

### Pont natural de l'Arcada
Situació: Està situat al Fondo de l'Arcada, a la zona nord del terme municipal, aproximadament a uns 400 metres d'altitud sobre el mar. Es pot localitzar a prop dels termes municipals de Vallirana i Subirats, amb els quals limita el terme d'Olesa de Bonesvalls. És una obertura amb forma d'arcada feta a la roca que se situa en el període cretàcic. Les seves dimensions aproximadament són 4 metres d'alçada i uns 7 metres d'amplada. Als voltants del Pont de l'Arcada es poden trobar diferents tipus d'arbres i de plantes com ara alzines, el famós pi blanc, les esparregueres, els esbarzers, ullastres, entre d'altres.

### Avenc de l'esquerrà
Situació: Està situat en el Parc del Garraf, però encara dins del terme municipal d'Olesa. L'avenc de l'esquerrà és el més important del Garraf, ja que és el més profund de tot el Massís del Garraf. La seva boca d'entrada té unes dimensions de 7 metres d'amplada. Consta de quatre vies diferents.

### Església de Sant Joan
Està situada al nucli antic del poble. És una església d'estil neoclàssic (1777), però en els seus inicis va ser romànica. dedicada a St. Joan Baptista..L'església de Sant Joan d'Olesa de Bonesvalls, va ser documentada l'any 1183 en un document parroquial, però es creu que abans podia haver estat una petita capella també dedica a Sant Joan. Va estar construïda amb l'absis a llevant i orientada a ponent. En l'interior es poden observar retaules de dos estils diferents com són: el barroc amb només un retaule, d'aquest estil, i el neoclàssic, del qual són la majoria dels retaules de l'església de Sant Joan Baptista.

### Barraques i construccions de pedra seca
Estan situades per tot el terme municipal d'Olesa de Bonesvalls. Les barraques i les construccions de pedra seca són estructures que abans construïen els pagesos, els ramaders, entre d'altres, per a poder dur a terme la seva activitat laboral, ja que abans en el terme d'Olesa, la població vivia bàsicament de la ramaderia, l'agricultura, i de la calç. Aquestes barraques i construccions estaven destinades per a guardar les eines o per protegir-se del fred i d'altra banda per a tancar el bestiar, com és el cas dels corrals.Exemples d'aquestes construccions són: els corrals, els forns de calç, els pous, etc.

### El Parc del Garraf
El Parc del Garraf està situat entre les comarques del Baix Llobregat, Alt Penedès i el Garraf, al sector sud-est de la serralada Litoral Catalana i a l'extrem occidental de l'anomenada Anella Verda. El Parc del Garraf ocupa 10.638 hectàrees i està protegit legalment per un pla especial de protecció promogut per la Diputació de Barcelona el 1986 i substancialment ampliat el 2001, el que ha permès connectar-lo amb els parcs veïns d'Olèrdola i del Foix.Part de terme municipal d'Olesa de Bonesvalls està inclòs dins el Parc de Garraf. Les característiques paisatgístiques i geològiques de l'entorn d'Olesa fan que sigui un indret ideal per a la pràctica de l'excursionisme i l'espeleologia.
Informació del Parc. Olesa compta amb una oficina d'informació del Parc oberta en els següents horaris: dimecres de 10 a 13h.i dissabte i diumenge de 10 a 14:30h

## Entitats[calcitació]
- Associació Juvenil La Mallarenga
- Diables d'Olesa
- Grup de Caramelles
- Grup de Dones
- Assosiació de gent gran "El Roure"
- Associació Solidaria Gent d´Olesa de Bonesvalls.
- Grup de Recerca Olesa Rural
- Associació Lleure i Cultura